# 7e Legerkorps (Wehrmacht)
Het Duitse 7e Legerkorps (Duits: 7. Armeekorps) was een Duits legerkorps van de Wehrmacht tijdens de Tweede Wereldoorlog. In het begin van de oorlog vocht het korps aan het westelijke front, maar nadien werd het naar het oostfront verplaatst. Op het einde van de oorlog werd het korps in Roemenië vernietigd.

## Krijgsgeschiedenis
Het 7e Legerkorps werd gevormd in oktober 1934 uit de Reichswehr. Op 12 maart 1938 stak het korps nabij Salzburg de Duits-Oostenrijkse grens over. Na de aansluiting van Oostenrijk bij nazi-Duitsland keerde het korps terug naar München. Ook nam het korps deel aan de invasie van Sudetenland in oktober 1938.

### Poolse campagne
Bij het begin van de Tweede Wereldoorlog vormde het korps de reserve van Legergroep Zuid. Na het begin van de Poolse Veldtocht werd het korps toegevoegd aan het 10e Leger en daarna ingezet als deel van het 14e Leger bij de gevechten rond Tomaszów Lubelski. Het korps sloeg een Poolse tegenaanval bij Zamość af en bereikte ten slotte de Weichsel bij Annopol. 

### Slag om Frankrijk
In oktober 1939 verplaatste het korps zich naar het westen en het werd als deel van het 16e Leger gelegerd rond Trier. Tijdens het eerste deel van de Slag om Frankrijk vormden de beide divisies van het korps de rechtervleugel van het 16e Leger en het was hun opdracht om te verhinderen dat de Franse troepen in de Maginotlinie naar België trokken. De Duitsers voerden verschillende afleidingsaanvallen uit tegen de linie. Op 9 juni 1940 begon het tweede deel van de Franse campagne. Het korps stak de Aisne over en rukte op in de richting van de Zwitserse grens. Hierdoor werden meer dan 200.000 Franse soldaten in de Maginotlinie omsingeld. Op het moment van de capitulatie bevonden de divisies van het korps zich nabij Epinal.  

### Aanval op de Sovjet-Unie
Tijdens Operatie Barbarossa, de inval in de Sovjet-Unie, vormde het 7e Korps de noordelijke vleugel van het 4e Leger. Het korps, uitgebreid naar vier infanterie- en één garnizoensdivisie, werd ingezet om de omsingelde Sovjet-eenheden te vernietigen bij Bialystok en Mogilev. Nadat de pantserdivisies van generaal Heinz Guderian naar het zuiden zwenkten, dekte het 7e Korps hun achterhoede bij Roslav. Gedurende september 1941 hergroepeerde het korps zich en verplaatste zich terug naar het noorden. Bij de aanval op Moskou vormde het 7de korps opnieuw de noordelijke vleugel van het 4de leger. Het korps vocht bij Vzjama, rukte daarna verder op naar Mozhaisk en probeerde langs de hoofdweg Smolensk-Moskou de hoofdstad te bereiken. Op 5 december waren de divisie vastgelopen bij Tuchkovo.
Tijdens het winteroffensief van 1941 was het korps deel van het 4e Pantserleger. Samen met de rest van het pantserleger werd het korps teruggedreven naar Sytsjovka tot het front zich stabiliseerde. In het voorjaar van 1942 verdedigde het 7de korps de oostflank van de Rzhev-saillant. In april 1942 werd het korps uit de frontlijn gehaald en als reserve naar het 2de leger gestuurd. Na enkele weken van rust en herbevoorrading werd het korps als versterking aan het Hongaarse 2e Leger toegevoegd. Het korps verdedigde de frontbocht bij Voronezj. Na de nederlaag van de Hongaren werd het korps opnieuw onder bevel van het Duitse 2e Leger geplaatst.
Begin 1943 trok het korps zich terug naar Koersk, waar het de zuidwestelijke rand van de uitstulping verdedigde. Na de Slag bij Koersk trok het 2e Leger zich verder naar het westen terug. Op 3 november 1943 brak het 1e Oekraïense Front door de Duitse verdediging bij Kiev en het korps moest de stad ontruimen. Tijdens de Duitse tegenaanvallen bij Zhitomir dekte het 7e Korps de rechterflank van de aanvallende pantserdivisies, maar enkele weken later werd het korps opnieuw in de verdediging gedwongen. De legers van het 1e Oekraïense Front sloegen verschillende bressen in de verdediging van het 4e Pantserleger. Tussen het 7e Korps, dat zich ten zuiden van Belaya Tserkov bevond, en zijn linkerbuur, het 42e Pantserkorps, gaapte een bres van 60 kilometer. Door deze bres stormden vier Sovjetlegers naar Zhitomir en Korosten. Veldmaarschalk von Manstein herschikte zijn strijdkrachten en hij voegde het 7e Korps bij het 1e Pantserleger, dat zich ten oosten van de bres bevond. Het korps probeerde met steun van het 3e Pantserkorps de bres te dichten. Eind januari 1944 hadden de Duitsers de bres bijna gedicht, maar de Sovjets concentreerden hun aanval nu op de verzwakte rechterflank van het 7e Korps. De verdediging stortte ineen en de Sovjets omsingelden twee Duitse korpsen in de Korsun-pocket.
De restanten van het 7e Korps trokken zich verder naar het westen terug. Als deel van het 8e Leger probeerde het korps in juni 1944 een linie te vormen op de westelijke oever van de Proet. De verzwakte divisies werden aangevuld met een Roemeense divisie. In augustus 1944 werd het korps bij Iasi omsingeld en vernietigd.

## Commandanten
| Rang                    | Naam                      | Begin            | Eind             |
| ----------------------- | ------------------------- | ---------------- | ---------------- |
| Generaal der Artillerie | Walter von Reichenau      | 1 oktober 1934   | 3 februari 1938  |
| Generaal der Infanterie | Eugen Ritter von Schobert | 4 februari 1938  | 1 februari 1940  |
| Luitenant-generaal      | Gotthard Heinrici         | 2 februari 1940  | 8 april 1940     |
| Generaal der Infanterie | Eugen Ritter von Schobert | 9 april 1940     | 25 oktober 1940  |
| Generaal der Artillerie | Wilhelm Fahrmbacher       | 26 oktober 1940  | 7 januari 1942   |
| Luitenant-generaal      | Ernst-Eberhard Hell       | 8 januari 1942   | 31 januari 1942  |
| Generaal der Artillerie | Ernst-Eberhard Hell       | 1 februari 1943  | 4 oktober 1943   |
| Generaal der Artillerie | Anton Dostler             | 5 oktober 1943   | 29 november 1943 |
| Generaal der Artillerie | Ernst-Eberhard Hell       | 30 november 1943 | augustus 1944    |

Op 19 juli 1940 werd Eugen Ritter von Schobert bevorderd tot kolonel-generaal. Luitenant-generaal Gotthard Heinrici voerde slechts tijdelijk het bevel over het korps. Luitenant-generaal Ernst-Eberhard Hell werd benoemd tot tijdelijke bevelhebber van het korps. Bij zijn promotie tot generaal kreeg hij het definitieve commando. Tijdens zijn ziekteverlof werd hij vervangen door generaal Anton Dostler.